# FreeOrion
FreeOrion – wieloosobowa strategiczna gra turowa, będąca darmowym klonem Master of Orion. Kod gry jest udostępniony na licencji GNU GPL. Idea gry opiera się na zasadzie 4X. Najnowsza wersja v0.4 wydana w 2012 roku pozwala również na grę przeciw komputerowemu przeciwnikowi.